# REN
REN（れん、1978年2月16日 - ）は、成人向け漫画を執筆する女性漫画家、イラストレーター。西又葵、鈴平ひろ、こばやしひよことも親交が深い。血液型はA型。
また、同人サークル「monochrose」活動も行っている。現在病気静養の為、活動縮小中。

## 作品リスト
1. 『TABOO イケナイレンアイ』 1998年2月発売、茜新社〈アカネコミックス〉、ISBN 4-87182-294-X
2. 『SINFUL DAYS ～背徳の日々～』 2001年12月発売、大洋図書〈ミリオンコミックス〉、ISBN 4-8130-0901-8
3. 『SINFUL DAYS 2 ～背徳の日々～』 2002年12月発売、大洋図書〈ミリオンコミックス〉、ISBN 4-8130-0928-X
4. 『歪み ～ゆがみ～』 2004年3月5日発売[1]、コアマガジン〈ホットミルクコミックス170〉、ISBN 4-87734-702-X
5. 『SINFUL DAYS 3 ～背徳の日々～』 2004年6月発売、大洋図書〈ミリオンコミックス〉、ISBN 4-8130-0967-0
6. 『制服は上手に脱がせて』 2004年11月24日発売[2]、松文館〈別冊エースファイブコミックス〉、ISBN 4-7901-1368-X
7. 『虜 The Captive』 2007年5月10日発売[1]、コアマガジン〈ホットミルクコミックス240〉、ISBN 978-4-86252-179-8